# Montoro Inferiore
Montoro Inferiore fue un comune italiano de la provincia de Avellino, en la región de Campania. Con 10.573 habitantes, según el censo de 2013, se extendía por una área de 19,67 km², teniendo una densidad de población de 537,52 hab/km². Lindaba con los municipios de Bracigliano, Contrada, Fisciano, Forino, Mercato San Severino, Montoro Superiore.
El 3 de diciembre de 2013 se fusionó con el comune de Montoro Superiore, como resultado del referéndum del 26 y 27 de mayo del mismo año (77,41% de votos favorables), dando vida al comune de Montoro.

## Demografía
| Gráfica de evolución demográfica de Montoro Inferiore entre 1861 y 2001 |
|                                                                         |
| Fuente ISTAT - elaboración gráfica de Wikipedia                         |